# Lorna Tonks
Lorna Tonks (Nottingham, 8 december 1988) is een Brits-Australische zwemster.

## Carrière
Bij haar internationale debuut, op de Europese kampioenschappen kortebaanzwemmen 2004 in Wenen, eindigde Tonks als achtste op de 100 meter schoolslag, daarnaast strandde ze in de series van zowel de 50 als de 100 meter vrije slag én de 200 meter wisselslag.

### Australië
Op 16-jarige leeftijd verhuisde Tonks met haar familie naar Australië. Namens Australië debuteerde ze internationaal op de Gemenebestspelen 2014. Op dit toernooi veroverde ze de zilveren medaille op de 100 meter schoolslag en eindigde ze als zevende op de 50 meter schoolslag, op de 4x100 meter wisselslag legde ze samen met Emily Seebohm, Emma McKeon en Cate Campbell beslag op de gouden medaille. Op de Pan-Pacifische kampioenschappen zwemmen 2014 in Gold Coast eindigde Tonks als vierde op de 100 meter schoolslag, samen met Emily Seebohm, Alicia Coutts en Cate Campbell sleepte ze de gouden medaille in de wacht op de 4x100 meter wisselslag.

## Internationale toernooien

### Namens Groot-Brittannië
| Jaar | Olympische Spelen | WK langebaan | WK kortebaan  | EK langebaan  | EK kortebaan                                                                  | Gemenebestspelen |
| ---- | ----------------- | ------------ | ------------- | ------------- | ----------------------------------------------------------------------------- | ---------------- |
| 2004 | geen deelname     |              | geen deelname | geen deelname | 32e 50m vrije slag 22e 100m vrije slag 8e 100m schoolslag 13e 200m wisselslag |                  |

### Namens Australië
| Jaar | Olympische Spelen | WK langebaan | WK kortebaan | PanPacs                                | Gemenebestspelen                                        |
| ---- | ----------------- | ------------ | ------------ | -------------------------------------- | ------------------------------------------------------- |
| 2014 |                   |              | 3-7 december | 4e 100m schoolslag · 4x100m wisselslag | 7e 50m schoolslag · 100m schoolslag · 4x100m wisselslag |

## Persoonlijke records
Bijgewerkt tot en met 4 april 2014
Kortebaan
| Afstand         | Tijd    | Datum        | Plaats   |
| --------------- | ------- | ------------ | -------- |
| 50m schoolslag  | 31,27   | 1 april 2014 | Brisbane |
| 100m schoolslag | 1.07,31 | 4 april 2014 | Brisbane |
| 200m schoolslag | 2.28,89 | 31 juli 2013 | Irvine   |

Langebaan
| Afstand         | Tijd    | Datum             | Plaats |
| --------------- | ------- | ----------------- | ------ |
| 50m schoolslag  | 30,90   | 12 september 2012 | Perth  |
| 100m schoolslag | 1.05,71 | 23 augustus 2013  | Sydney |
| 200m schoolslag | 2.23,69 | 24 augustus 2013  | Sydney |